# 穆文熙
穆文熙（1528年—1591年），字敬甫，號少春、小春，直隸大名府東明縣人，軍籍，明朝的政治人物。

## 生平
嘉靖四十年（1561年）辛酉科順天府鄉試第八十四名舉人。嘉靖四十一年（1562年）中式壬戌科會試第一百六十二名，三甲第二百零五名進士。授行人，升工部都水司主事、员外郎，隆慶二年（1568年）正月因擁護吏科给事中石星，一齊遭廷杖。皇太子立，晋礼部精膳司署员外郎，升尚宝司丞，改吏部考功司员外郎，升任郎中，以直道忤时外放，官至廣東副使，未赴任，仍以考功郎中予告，卒年六十四。一生嗜讀書，晚年盡焚藏書十餘萬卷。

## 著作
著有《七雄策纂》、《四史鴻裁》、《閱古隨筆續》及《逍遙園集》。

## 家族
曾祖穆山；祖父穆錦；父穆陳實（1510年-1588年），字信卿，號春溪，封礼部员外郎；母陶氏。具庆下。孫穆元騏、穆元驥。